# Tyler Martin
Tyler Martin (Toronto, 28 giugno 1990) è un pallanuotista australiano, di ruolo difensore.
Ha indossato le calottine di R.N. Camogli, Ferencvaros, Marsiglia e Botafogo, dove vinse il campionato brasiliano.

## Statistiche

### Presenze e reti nei club
Statistiche aggiornate al 23 dicembre 2010.
| Stagione        | Squadra         | Campionato      | Campionato | Campionato | Coppe nazionali | Coppe nazionali | Coppe nazionali | Coppe continentali | Coppe continentali | Coppe continentali | Totale | Totale |
| Stagione        | Squadra         | Comp            | Pres       | Reti       | Comp            | Pres            | Reti            | Comp               | Pres               | Reti               | Pres   | Reti   |
| --------------- | --------------- | --------------- | ---------- | ---------- | --------------- | --------------- | --------------- | ------------------ | ------------------ | ------------------ | ------ | ------ |
| 2010-2011       | Camogli         | A1              | 10         | 4          | -               | -               | -               | -                  | -                  | -                  | 10     | 4      |
| Totale carriera | Totale carriera | Totale carriera | ?          | ?          |                 | -               | -               |                    | -                  | -                  | ?      | ?      |